# Ochavo de las Pedrizas y Valdenavares
El ochavo de las Pedrizas y Valdenavares es una división administrativa castellana de origen medieval perteneciente a la Comunidad de Villa y Tierra de Sepúlveda.
Los ochavos son una división administrativa que, en un principio, equivalían a la octava parte de un territorio determinado, generalmente comprendían una parte del término rural dependiente de una villa, rigiéndose en este caso por el Fuero de Sepúlveda.
Pedrizas y Valdenavares es orográficamente el más heterogéneo de los ochavos: en el este el pie de la Serrezuela en Ciruelos; al oeste la Tierra de Pinares en Navalilla, más el Parque natural de las Hoces del Río Duratón y las campiñas al sur.

## Comunidad de Villa y Tierra de Sepúlveda
La Comunidad de Villa y Tierra de Sepúlveda se divide en seis ochavos, aunque en un principio fueron ocho. Los ochavos en activo que pertenecen a la Comunidad de Villa y Tierra de Sepúlveda se encuadran dentro de la actual provincia de Segovia. Estos ochavos son:
- Ochavo de Sepúlveda
- Ochavo de Cantalejo
- Ochavo de Prádena
- Ochavo de las Pedrizas y Valdenavares
- Ochavo de la Sierra y Castillejo
- Ochavo de Bercimuel

En el pasado estuvieron también bajo fuerte influencia Maderuelo y Pedraza. Formando además parte del territorio los ochavos de:
- Ochavo de Fresno de Cantespino, hasta su segregación en el siglo XII como Comunidad de Villa y Tierra de Fresno de Cantespino (de la que después se desgranaría también la villa de Riaza).
- Ochavo de Sierra, cuyo territorio está hoy, tras años de disputas, repartido entre las provincias de Guadalajara y Madrid.

## Localidades del ochavo de Pedrizas y Valdenavares
El ochavo de las Pedrizas y Valdenavares, parte de las Comunidades Segovianas, está encabezado por la localidad de Urueñas y además está constituido por los siguientes pueblos (a los que se suman sus despoblados):
- Urueñas (capital)
- Castrillo de Sepúlveda (recientemente anejado a Sepúlveda)
- Aldehuelas (recientemente anejado a Sepúlveda)
- Villaseca (recientemente anejado a Sepúlveda)
- Hinojosas del Cerro (recientemente anejado a Sepúlveda)
- Navalilla
- Carrascal del Río
- Valle de Tabladillo y su Barrio de Arriba
- Castrojimeno
- Castroserracín
- Navares de Ayuso
- Navares de Enmedio
- Navares de las Cuevas
- El Olmillo y Covachuelas (recientemente anejados a Aldeonte)
- Ciruelos (recientemente unido con los extracomunitarios Carabias y Pradales)
- Burgomillodo (recientemente anejado a Carrascal del Río)